# Obchodní válka
Obchodní válka je jedním z možných vyústění protekcionistické hospodářské politiky. O obchodní válku se jedná, pokud státy zavádějí cla nebo jiné obchodní bariéry jako odpověď na zavedení cel od jiného státu. Kvůli propojenosti světové ekonomiky jsou obchodní válkou ovlivněny i ekonomiky států, které se dané obchodní války neúčastní přímo.
Obchodní válka a opatření s ní spojená jsou odlišná od jiných opatření, které mají přímý dopad na mezinárodní obchod (např. sankce), neboť se zaměřuje čistě na obchodní vztahy a má tudíž pouze ekonomický charakter, nikoliv např. humanitární. I proto se pojem obchodní válka zaměňuje ve veřejném diskurzu s pojmem ekonomická válka.
Argumenty používané při vzniku obchodních válek se shodují s argumenty protekcionismu, jde například o ochranu pracovních míst, ochranu klíčových odvětví nebo boj proti nekalé konkurenci.
Kromě tarifů (cla, dovozní a jiné daně) mohou obchodní válku rozpoutat i jiná státní opatření, například kvóty na zboží, embargo, změny měnového kurzu, státní úvěry či dotace nebo neviditelné překážky dovozu.

## Příklady obchodních válek
- Anglo-irská obchodní válka (1932–1938)
- Americko-čínská obchodní válka (2018–současnost)